# Paszport Polityki
Paszport Polityki ("passaport de Polityka") és un premi de cultura polonesa celebrat anualment i organitzat pel setmanari Polityka des de 1993.
És presentat en sis categories: literatura, pel·lícula, teatre, música clàssica, arts escèniques i arts visuals. El 2002 es va afegir una setena categoria: creador de cultura.

## Guanyadors

### Edició 2014
- Cinema : Tomasz Kot
- Teatre : Radosław Rychcik
- Arts visuals : Jakub Woynarowski
- Literatura : Zygmunt Miłoszewski
- Música clàssica : [[Kwadrofonik}]]
- Música popular : Pablopavo
- Création culturelle : Agnieszka Holland
- Premi especial : [Association de l'Institut historique juif de Pologne ]

### Edició 2013
- Cinema : Dawid Ogrodnik
- Literatura : [Ziemowit Szczerek ]
- Musique populaire : [Marcin Masecki ]
- Música clàssica : [Apollon Musagète Quartett ]
- Teatre : [Jolanta Janiczak ] et [Wiktor Rubin ]
- Arts visuals : [Aneta Grzeszykowska ]
- Création culturelle : Tomasz Stańko

### Edició 2012
- Literatura : Szczepan Twardoch
- Film : Marcin Dorociński
- Música clàssica : TWOgether Duo
- Musique populaire : Très.b
- Teatre : Ivan Vyrypaev
- Arts visuals : Julita Wójcik
- Création culturelle : Elżbieta Penderecka et Krzysztof Penderecki

### Edició 2011
- Literatura : Mikołaj Łoziński
- Film : Rafael Lewandowski
- Música clàssica : Aleksandra Kuls
- Musique populaire : Maciej Szajkowski et Julia Marcell
- Teatre : Krzysztof Garbaczewski
- Arts visuals : Nicolas Grospierre
- Création culturelle : Jerzy Jarocki

### Edició 2010
- Literatura : Ignacy Karpowicz
- Film : Paweł Sala
- Música clàssica : Wioletta Chodowicz
- Musique populaire : Macio Moretti
- Teatre : Paweł Demirski et Monika Strzępka
- Arts visuals : Wojciech Bąkowski

### Edició 2009
- Literatura – Piotr Paziński
- Film – Borys Lankosz et Xawery Żuławski
- Música clàssica – Barbara Wysocka
- Musique populaire – L.U.C (Łukasz Rostkowski)
- Teatre – Sandra Korzeniak
- Arts visuals – Karol Radziszewski
- Création culturelle – Paweł Althamer

### Edició 2008
- Literatura – Sylwia Chutnik
- Film – Małgorzata Szumowska
- Música clàssica – Artur Ruciński
- Musique populaire – Maria Peszek
- Teatre – Paweł Łysak
- Arts visuals – Maciej Kurak
- Création culturelle – Krystian Lupa

### Edició 2007
- Literatura – Michał Witkowski
- Film – Łukasz Palkowski
- Música clàssica – Łukasz Borowicz
- Musique populaire – Krzysztof Grabowsk
- Teatre – Michał Zadara
- Arts visuals – Joanna Rajkowska
- Création culturelle – Mention spéciale pour Andrzej Wajda

### Edició 2006
- Literatura – Jacek Dehnel
- Film – Sławomir Fabicki
- Música clàssica – Agata Szymczewska
- Musique populaire – Fisz et Emade
- Teatre – Maja Kleczewska
- Arts visuals – Grupa Twożywo
- Création culturelle – Maria Janion

### Edició 2005
- Literatura – Marek Krajewski
- Film – Przemysław Wojcieszek
- Música clàssica – Rafał Blechacz
- Teatre – Jan Klata
- Arts visuals – Robert Kuśmirowski
- Escena – Skalpel
- Création culturelle – Paweł Dunin-Wąsowicz

### Edició 2004
- Literatura – Sławomir Shuty
- Film – Wojciech Smarzowski
- Música clàssica – Agata Zubel
- Teatre – Paweł Szkotak
- Arts visuals – Cezary Bodzianowski
- Escena – Leszek Możdżer
- Création culturelle – Wojciech Trzciński

### Edició 2003
- Literatura – Wojciech Kuczok
- Cinema – Andrzej Jakimowski
- Teatre – Danuta Stenka
- Música clàssica – Kuba Jakowicz
- Arts visuals – Monika Sosnowska
- Escena – Andrzej Smolik
- Création culturelle – Marek Żydowicz

### Edició 2002
- Literatura – Dorota Masłowska
- Cinema – Piotr Trzaskalski
- Teatre – Krzysztof Warlikowski
- Música clàssica – Dominik Połoński
- Arts visuals – Marcin Maciejowski
- Escena – Anna Maria Jopek
- Création culturelle – Roman Gutek

### Edició 2001
- Literatura – Paweł Huelle
- Film – Robert Gliński
- Música clàssica – Mariusz Treliński
- Teatre – Piotr Cieplak
- Arts visuals – Katarzyna Józefowicz
- Escena – Agnieszka Chylińska

### Edició 2000
- Literatura – Marzanna Bogumiła Kielar
- Cinema – Maja Ostaszewska
- Teatre – Paweł Miśkiewicz
- Música clàssica – Stanisław Drzewiecki
- Arts visuals – Dominik Lejman
- Escena – Ryszard Tymon Tymański

### Edició 1999
- Literatura – Marek Bieńczyk
- Cinema – Krzysztof Krauze
- Teatre – Agnieszka Glińska
- Música clàssica – Paweł Mykietyn
- Arts visuals – Leon Tarasewicz
- Escena – Myslovitz

### Edició 1998
- Literatura – Jerzy Pilch
- Cinema – Dorota Kędzierzawska
- Teatre – Grzegorz Jarzyna
- Música clàssica – Rafał Kwiatkowski
- Arts visuals – Jarosław Modzelewski
- Escena – Kazik Staszewski

### Edició 1997
- Literatura – Andrzej Sapkowski
- Cinema – Jerzy Stuhr
- Teatre – Anna Augustynowicz
- Música clàssica – Dariusz Paradowski
- Arts visuals – Katarzyna Kozyra
- Escena – Kayah

### Edició 1996
- Literatura – Olga Tokarczuk
- Cinema – Łukasz Kośmicki
- Teatre – Krzysztof Rau
- Música clàssica – Olga Pasiecznik
- Arts visuals – Zofia Kulik
- Escena – Grzegorz Ciechowski

### Edició 1995
- Literatura – Stefan Chwin
- Cinema – Marcel Łoziński
- Teatre – Jolanta Ptaszyńska
- Música clàssica – Stefan Sutkowski
- Arts visuals – Mirosław Bałka
- Escena – Wojciech Waglewski

### Edició 1994
- Literatura – Marcin Świetlicki
- Cinema – Jan Jakub Kolski
- Teatre – Krystyna Meissner
- Música clàssica – Piotr Anderszewski
- Arts visuals – Ryszard Górecki
- Escena – Edyta Bartosiewicz

### Edició 1993
- Literatura – [Teodor Parnicki ]
- Cinema – Jacek Bławut
- Teatre – [Tadeusz Słobodzianek ]
- Música clàssica –
- Arts visuals – Stasys Eidrigevičius
- Escena – Kasia Nosowska